# Émile de Girardin
Émile de Girardin (* 22. Juni 1806 in Paris; † 27. April 1881 ebenda) war ein französischer Verleger und Journalist. Er war der außerehelich geborene Sohn von Adélaide Marie Fagnan und Alexandre Louis Robert de Girardin. Er wurde verschiedentlich, wenn auch widerlegt, als Erfinder der Zeitungswerbung bezeichnet.

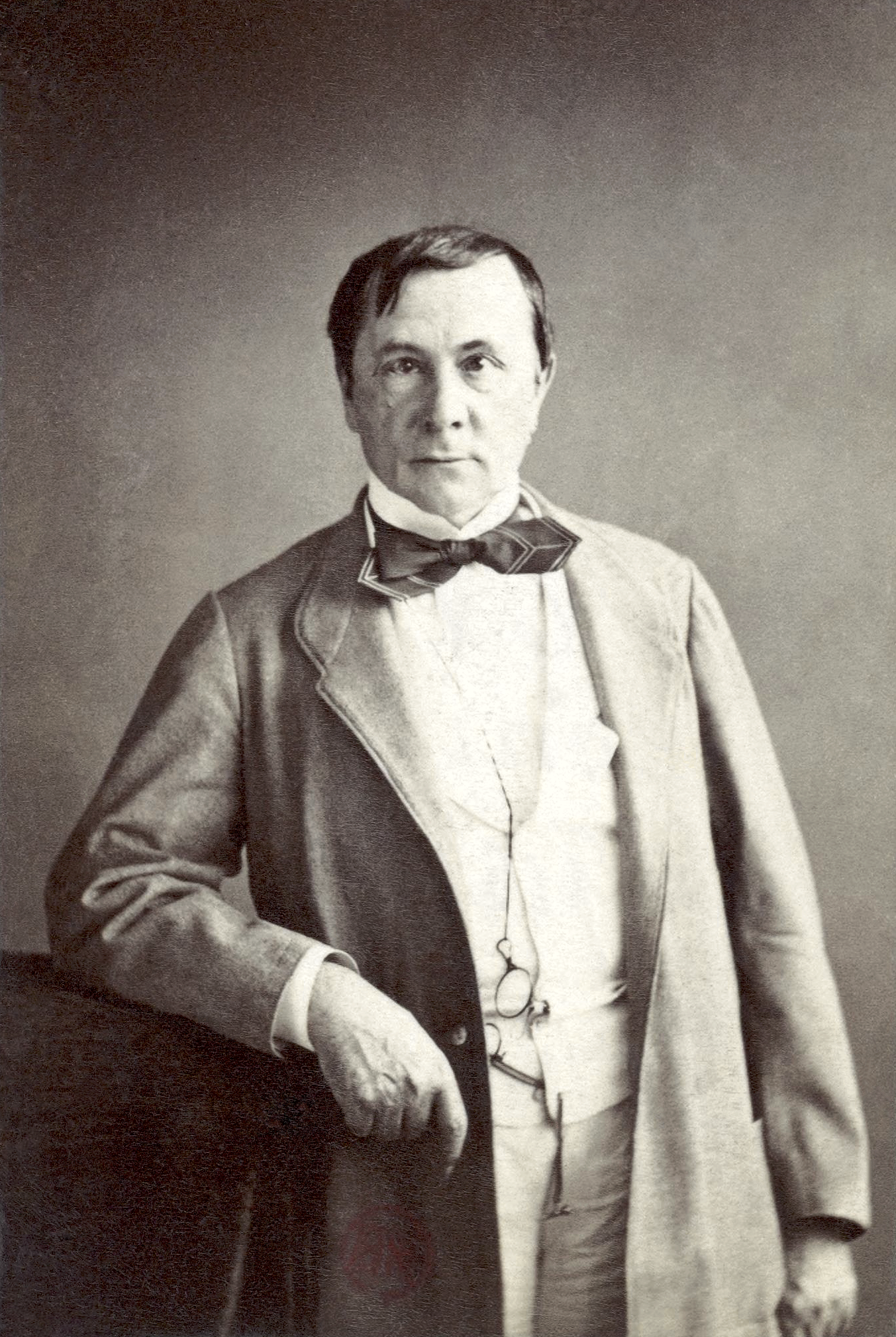
Émile de Girardin, Fotografie von Nadar

## Leben

### Kindheit und Jugend
Seine Mutter war mit dem Pariser Rechtsanwalt Dupuy verheiratet. Émile verbrachte seine frühe Kindheit bis 1814 ohne seine Eltern bei einer Pflegefamilie in Paris. Anschließend zog er in die Normandie, absolvierte eine mehrjährige Lehre auf einem Gestüt, besuchte das Collège in Argentan und entdeckte Bücher in einer nahegelegenen Schlossbibliothek. Er litt unter seiner unehelichen Geburt und dem Desinteresse seines leiblichen Vaters. Besonders herabsetzend war für ihn der falsche Name „Émile Delamothe“ und eine erfundene Identität. 1823 fand er durch Vermittlung eine Tätigkeit im Büro eines königlichen Ministeriums. In der Folgezeit arbeitete er bei einem Börsenmakler.

### Erste Erfolge
Mit Émile, seinem ersten Roman, 1827 erschienen, der die Geschichte seiner Herkunft verarbeitete, zeigte sich das schriftstellerische Talent Girardins. 1828 gründete er seine erste Wochenzeitung, den Voleur, und 1829 La Mode, denen nach der Julirevolution das Wochenblatt Journal des connaissances utiles, ab 1831 für 4 Francs im Jahresabonnement erhältlich, und 1832 das Musée des familles folgten. 1831 hatte Girardin die Schriftstellerin Delphine Gay geheiratet, eine Verbindung, die seine herausgeberischen Aktivitäten entscheidend voranbrachte.
Die Gründung der Zeitung La Presse 1836 war von einem ernsten Zwischenfall überschattet. Girardin verletzte im Juli 1836 bei einem Duell seinen Gegner, den Publizisten Armand Carrel des Konkurrenzblattes National, so schwer, dass dieser nach einigen Tagen starb. Er selbst wurde durch eine Kugel in einem Schenkel getroffen. Durch seine spekulativen Beteiligungen an verschiedenen industriellen Unternehmungen, die nicht immer erfolgreich waren, litt sein Ruf zusätzlich. Seine Zeitungsprojekte jedoch waren langfristig erfolgreich, die La Presse erreichte 1846 bereits eine Auflage von über 22000 Exemplaren. Girardin modernisierte und rationalisierte das Zeitungswesen, wodurch eine breite Öffentlichkeit Zugang zu diesem Medium fand.

### Politische Aktivitäten
Nach den Februartagen 1848 schloss sich Girardin der republikanischen Partei an und verteidigte anfangs die provisorische Regierung, die er aber gleich wieder bekämpfte, da sie seine Dienste nicht annahm. Obwohl er die Kandidatur Louis Napoléons zur Präsidentschaft zuerst offen empfohlen hatte, bekämpfte er auch diese bald wieder, da der Prinz auf das politische Programm Girardins nicht eingehen wollte. Er vertrat von nun an sozialistische Ideen und gehörte, als er nach vielen vergeblichen Bemühungen 1850 vom Département Bas-Rhin in die Nationalversammlung gewählt worden war, der äußersten Linken, der sogenannten Bergpartei an, die er aber bereits im August wieder verließ.
Infolge seiner Wahl zum Deputierten hatte Giradin die Redaktion der Presse an Auguste Nefftzer abgetreten. Darauf nahm er 1850 und 1851 an den Friedenskongressen in Frankfurt und London teil. Nach dem 2. Dezember 1851 wurde er auf unbestimmte Zeit aus Frankreich verbannt und lebte in Brüssel, erhielt aber schon im Februar 1852 die Erlaubnis, nach Paris zurückzukehren.
Vor dem italienischen Krieg empfahl Giradin eine nationale und liberale Politik, welche Frankreich die Rheingrenze und Freiheit im Innern verschaffen sollte. Trotz dieses liberalen Scheins diente seine Tätigkeit doch der Verherrlichung des Kaisertums, das nach seiner Darstellung mit der wahren Freiheit sich recht gut vertragen könne. Er kehrte 1862 zu der publizistischen Tätigkeit zurück, leitete wieder bis 1866 die Presse und gründete 1867 die imperialistische Liberté, welche er zu Hetzereien gegen Preußen benutzte.
Während des Kriegs 1870 kritisierte er Preußen. Noch vor der Belagerung von Paris zog Giradin sich nach Limoges zurück. Dort gründete das Journal La Défense nationale, ließ dann seit April 1871 L’Union francaise erscheinen, worin er die Idee einer Umgestaltung Frankreichs in eine föderative Republik vertrat, erwarb späterhin das Journal officiel und übernahm im November 1874 die Direktion der France. Hier trug Giradin 1877 wesentlich zum Sturz der reaktionären Regierung vom 16. Mai bei, gewann sich dadurch eine neue Popularität und wurde im 9. Wahlbezirk von Paris als Nachfolger Greuys in die Deputiertenkammer gewählt. 1881 verzichtete er auf eine Wiederwahl und zog sich aus dem Berufsleben zurück.

## Privatleben
Für Èmile de Girardin dürfte die journalistische Arbeit immer im Vordergrund gestanden haben. 1831 heiratete er die Schriftstellerin Delphine Gay, die er im literarischen Salon ihrer Mutter kennengelernt hatte. Nach dem Tod von Delphine heiratete er 1856 Wilhelmine von Tiefenbach (1834–1892), eine wenig glückliche Verbindung. Die gemeinsame Tochter starb 1865, die Ehe wurde 1872 geschieden. Girardin führte zeitweise ein Doppelleben: Er unterhielt Beziehungen zu anderen Frauen und hatte mit Thérésia Cabarrus, der Tochter einer Freundin aus seinen Kindertagen in der Pflegepension, einen Sohn mit dem Namen Alexandre.

## Werke
- Études politiques (2. Aufl. 1849)
- De l’instruction publique en France (neue Ausg. 1842)
- De la liberté de la presse, etc. (1842)
- Les Cinquante-deux (1848, 13 Bde.)
- La politique universelle, décrets de l’avenir (Brüssel 1852, Aufl. 1854)
- La séparation de l’Église et de l’État (1861)
- Paix et liberté (1864)
- Les droits de la pensé (1864)
- Force ou richesse (1864)
- Le succès (1866)
- La voix dans le désert (1868)
- Le gouffre (1870)
- Hors de Paris (Bordeaux 1870)
- L’Union française, extinction de la guerre civile (1871)
- L’homme et la femme, l’homme suzerain, la femme vasalle, réponse à l’homme-femme de Mr. Dumas fils (1872)
- Grandeur ou déclin de la France (1876)
- La question d’argent (1877)
- L’égale de l’homme (wieder über die Frauenfrage, 1880, eine Entgegnung auf Dumas’ Les femmes qui tuent et les femmes qui votent)
- Eine Auswahl seiner Zeitungsartikel erschien gesammelt unter den Titeln: Questions de mon temps (1858, 12 Bde.) und Questions philosophiques (1868)
- Mehrere Lustspiele, z. B. Le supplice d’une femme und Les deux soeurs (beide 1865 aufgeführt, das erstere mit Erfolg, das letztere mit einem Fiasko)
- Le mariage d’honneur (1866)
- Les hommes sont ce que les femmes les font (1868)